# Politbureauet for det kinesiske kommunistparti
 Politbureauet for det kinesiske kommunistparti (中国共产党中央政治局 pinyin: Zhōngguó Gòngchǎndǎng Zhōngyāng Zhèngzhìjú), indtil 1927 kaldt Centralbureauet (中央局), er en gruppe på 19 til 25 personer, som fører tilsyn med Det kinesiske kommunistparti. Til forskel fra politbureauer i andre kommunistpartier er den politiske magt i politbureauet centraliseret i Politbureauets stående komité. Politbureauet udnævnes nominelt af Centralkomiteen for det kinesiske kommunistparti, men i praksis har politbureauet været selvrekrutterende.
Politbureauets magt har i høj grad sammenhæng med at dets medlemmer samtidig har nøglestillinger i Folkerepublikken Kinas statsapparat og udøver personlig kontrol over de væsentlige stillingsbesættelser. Desuden har nogle politbureaumedlemmer betydelige magtbaser i regionerne. 
Hvordan politbureauet organiserer sit arbejde internt er noget uklart, men det synes som om det samlede politbureau træder sammen månedligt og politbureauets stående komité ugentligt. Dagsordenen synes at være kontrolleret af Partiets generalsekretær, og beslutningerne fattes som konsensusvedtagelser og ikke ved afstemning. 
Politbureauet kom tidlig i 1980'erne noget i skyggen af Sekretariatet for det kinesiske kommunistparti under Hu Yaobang, men har genvundet sin status efter at Hu gik af i 1987.

## Medlemmer af det 17. politbureau (valgt i 2017)
- Xi Jinping, generalsekretær

Politbureauets stående komité;
- Xi Jinping
- Li Keqiang
- Li Zhanshu
- Wang Yang
- Wang Huning

- Zhao Leji

- Han Zheng

### De andre medlemmer
- Deng Xuexiang
- Liu He
- Li Hongzhong
- Yang Xiaodu
- Chen Xi
- Cai Qi
- Huang Kunnming
- Chen Min’er
- Xu Qiliang
- Zhang Youxia
- Wang Chen
- Sun Chunlan
- Li Xi
- Li Qiang
- Yang Jiechi
- Chen Quanguo
- Hu Chunhua
- Guo Shangkun

## Medlemmerne af det 17. politbureau (valgt i oktober 2007)
I kinesisk «alfabetisk» rækkefølge:
Kursiverede: Medlemmer af politbureauets stående komité.
1. Xi Jinping, ny, højest rangerende medlem af sekretariatet for Det kinesiske kommunistparti
2. Wang Gang, leder af Det centrale arbejdsdepartement
3. Wang Lequan, partichef i Xinjiang
4. Wang Zhaoguo, viceformand for Den Nationale Folkekongres
5. Wang Qishan, ny, borgmester i Beijing
6. Hui Liangyu, vicestatsminister
7. Liu Qi, partichef i Beijing, leder for organisationen for Olympiaden i Beijing
8. Liu Yunshan, medie- og kommunikationsminister, sekretær for det kinesiske kommunistpartis centralsekretariat
9. Liu Yandong, ny, viceformand for Det kinesiske folks politiske konsultative konference og leder af Kinas forenede front (eneste kvinde i det 17. politbureau)
10. Li Changchun, propagandachef
11. Li Keqiang, ny, visestatsminister, partichef i Liaoning da han blev valgt
12. Li Yuanchao, ny, leder for Partiets organisationsdepartement
13. Wu Bangguo, formand for Den Nationale Folkekongres' stående komite
14. Wang Yang, ny, partichef i Chongqing
15. Zhang Gaoli, ny, partichef i Tianjin
16. Zhang Dejiang, partichef i Guangdong
17. Zhou Yongkang, leder af Ministeriet for offentlig sikkerhed
18. Hu Jintao, generalsekretær, præsident
19. Yu Zhengsheng, partichef i Hubei
20. He Guoqiang, leder af Sentralkommisjonen for disiplininspeksjon
21. Jia Qinglin, leder af Det kinesiske folks politisk rådgivende konference
22. Xu Caihou, ny, den centrale militærkommissions viceformand
23. Guo Boxiong, den centrale militærkommissions eksekutive viceformand
24. Wen Jiabao, statsminister
25. Bo Xilai, ny, handelsminister

## Medlemmer av det 16. politbureau (2002-2007)
1. Wang Lequan, ny, partisekretær i Xinjiang
2. Wang Zhaoguo, ny, viceformand for Den Nationale Folkekongres' stående komite, formand for den allkinesiske fagforeningsfederation
3. Hui Liangyu, ny, vicestatsminister
4. Liu Qi, ny, partisekretær i Beijing
5. Liu Yunshan, ny, partiets propagandachef
6. Li Changchun
7. Wu Yi, visestatsminister
8. Wu Bangguo, formand for Den Nationale Folkekongres' stående komite
9. Wu Guanzheng, Leder af Centralkommissionen for disciplininspektion
10. Zhang Lichang, ny
11. Zhang Dejiang, ny, partisekretær i Guangdong
12. Chen Liangyu, ny, (suspenderet 2006)
13. Luo Gan, Formand for komiteen for lovgivnings- og retsanliggender
14. Zhou Yongkang, ny, leder af ministeriet for offentlig sikkerhed
15. Hu Jintao, præsident, generalsekretær
16. Yu Zhengsheng, ny, partisekretær i Hubei
17. He Guoqiang, ny, leder for partiets organisationsdepartement
18. Jia Qinglin, Formand for Det kinesiske folks politiske konsultative konference
19. Guo Boxiong, ny, viceformand for den centrale militærkommission
20. Huang Ju (døde 2. juni 2007)
21. Cao Gangchuan, ny, forsvarsminister
22. Zeng Qinghong, Vicepræsident, rektor for Den centrale partiskole
23. Zeng Peiyan, ny, visestatsminister
24. Wen Jiabao, statsminister
25. Wang Gang, ny, (alternerende medlem)

## Medlemmer av det 15. politbureau (1997-2002)
1. Ding Guangen
2. Tian Jiyun
3. Zhu Rongji
4. Jiang Zemin
5. Li Peng
6. Li Changchun, ny
7. Li Lanqing
8. Li Tieying
9. Li Ruihuan
10. Wu Bangguo
11. Wu Guanzheng, ny
12. Chi Haotian, ny
13. Zhang Wannian, ny
14. Luo Gan, ny
15. Hu Jintao
16. Jiang Chunyun
17. Jia Qinglin, ny
18. Qian Qichen
19. Huang Ju, ny
20. Wei Jianxing
21. Wen Jiabao, ny
22. Xie Fei (død 27. oktober 1999)
23. Zeng Qinghong (alternerende medlem), ny
24. Wu Yi (alternerende medlem), ny

## Medlemmer af det 14. politbureau (1992-1997)
1. Ding Guangen (丁关根), ny
2. Tian Jiyun　(田纪云)
3. Zhu Rongji　(朱镕基), ny
4. Qiao Shi　(乔石)
5. Liu Huaqing (刘华清), ny
6. Jiang Zemin　(江泽民)
7. Li Peng　(李鹏)
8. Li Lanqing (李岚清), ny
9. Li Tieying (李铁映)
10. Li Ruihuan (李瑞环)
11. Yang Baibing　(杨白冰), ny
12. Wu Bangguo (吴邦国), ny
13. Zou Jiahua (邹家华), ny
14. Chen Xitong　(陈希同), ny, fjernet efter korruptionsanklager i 1995
15. Hu Jintao　(胡锦涛), ny
16. Jiang Chunyun (姜春云), ny
17. Qian Qichen (钱其琛), ny
18. Wei Jianxing (尉健行), ny
19. Xie Fei　(谢非), ny
20. Tan Shaowen (谭绍文), ny

## Medlemmer af det 13. politbureau (1987-1992)
1. Wan Li (万里)
2. Tian Jiyun (田纪云), ny
3. Qiao Shi (乔石), ny
4. Jiang Zemin (江泽民), ny
5. Li Peng (李鹏), ny
6. Li Tieying (李铁映), ny
7. Li Ruihuan (李瑞环), ny
8. Li Ximing (李锡铭), ny
9. Yang Rudai (杨汝岱), ny
10. Yang Shangkun (杨尚昆)
11. Wu Xueqian (吴学谦), ny
12. Song Ping (宋平), ny
13. Zhao Ziyang (赵紫阳), fjernet under Demonstrationerne på Den Himmelske Freds Plads (1989)
14. Hu Qili (胡启立), ny, fjernet efter Demonstrationerne på Den Himmelske Freds Plads (1989)
15. Hu Yaobang (胡耀邦), død april 1989
16. Yao Yilin (姚依林), ny
17. Qin Jiwei (秦基伟), ny

## Medlemmer af det 12. politbureau (1982-1987)
1. Wan Li (万里), ny
2. Xi Zhongxun (习仲勋), ny
3. Wang Zhen (王震)
4. Wei Guoqing (韦国清)
5. Ulanhu (乌兰夫)
6. Fang Yi (方毅)
7. Deng Xiaoping (邓小平)
8. Deng Yingchao (邓颖超)
9. Ye Jianying (叶剑英)
10. Li Xiannian (李先念)
11. Li Desheng (李德生)
12. Yang Shangkun (杨尚昆), ny
13. Yang Dezhi (杨得志), ny
14. Yu Qiuli (余秋里)
15. Song Renqiong (宋任穷), ny
16. Zhang Tingfa (张廷发)
17. Chen Yun (陈云)
18. Zhao Ziyang (赵紫阳), ny
19. Hu Qiaomu (胡乔木), ny
20. Hu Yaobang (胡耀邦)
21. Nie Rongzhen (聂荣臻)
22. Ni Zhifu (倪志福)
23. Xu Xiangqian (徐向前)
24. Peng Zhen (彭真)
25. Liao Chengzhi (廖承志), ny

## Medlemmer af det 11. politbureau (1977-1982)
- Hua Guofeng (华国锋)

1. Wang Zhen (fra 1978), ny
2. Wei Guoqing (韦国清)
3. Ulanhu (乌兰夫)
4. Fang Yi (方毅), ny
5. Deng Xiaoping　(邓小平)
6. Deng Yingchao (fra 1978), ny
7. Ye Jianying　(叶剑英)
8. Liu Bocheng　(刘伯承)
9. Xu Shiyou (许世友)
10. Ji Dengkui (纪登奎) (1977-1980)
11. Su Zhenhua (苏振华), ny
12. Li Xiannian (李先念)
13. Li Desheng (李德生)
14. Wu De (吴德) (1977-1980)
15. Yu Qiuli (余秋里), ny
16. Wang Dongxing　(汪东兴) (1977-1980)
17. Zhang Tingfa　(张廷发), ny
18. Chen Yonggui　(陈永贵)
19. Chen Yun (fra 1978)
20. Chen Xilian　(陈锡联) (1977-1980)
21. Zhao Ziyang (fra 1979)
22. Hu Yaobang (fra 1978), ny
23. Geng Biao　(耿飚), ny
24. Nie Rongzhen　(聂荣臻), ny
25. Ni Zhifu (倪志福), ny
26. Xu Xiangqian　(徐向前), ny
27. Peng Zhen (fra 1979)
28. Peng Chong　(彭冲), ny

## Medlemmer af det 10. politbureau (1973-1977)
1. Mao Zedong (毛泽东)
2. Wang Hongwen (王洪文), ny
3. Wei Guoqing (韦国清), ny
4. Ye Jianying (叶剑英)
5. Liu Bocheng (刘伯承)
6. Jiang Qing (江青)
7. Zhu De (朱德)
8. Xu Shiyou (许世友)
9. Hua Guofeng (华国锋)
10. Ji Dengkui (纪登奎)
11. Wu De (吴德), ny
12. Wang Dongxing (汪东兴)
13. Chen Yonggui (陈永贵), ny
14. Chen Xilian (陈锡联)
15. Li Xiannian (李先念)
16. Li Desheng (李德生)
17. Zhang Chunqiao (张春桥)
18. Zhou Enlai (周恩来)
19. Yao Wenyuan (姚文元)
20. Kang Sheng (康生)
21. Dong Biwu (董必武)

## Medlemmer af det 9. politbureau (1969-1973)
1. Mao Zedong
2. Lin Biao

1. Ye Qun (叶群), ny
2. Ye Jianying　(叶剑英), ny
3. Liu Bocheng　(刘伯承)
4. Jiang Qing　(江青), ny
5. Zhu De (朱德)
6. Xu Shiyou (许世友), ny
7. Chen Boda　(陈伯达)
8. Chen Xilian　(陈锡联), ny
9. Li Xiannian　(李先念)
10. Li Zuopeng　(李作鹏), ny
11. Wu Faxian　(吴法宪), ny
12. Zhang Chunqiao　(张春桥), ny
13. Qiu Huizuo　(邱会作), ny
14. Zhou Enlai　(周恩来)
15. Yao Wenyuan　(姚文元), ny
16. Kang Sheng (康生)
17. Huang Yongsheng (黄永胜), ny
18. Dong Biwu　(董必武)
19. Xie Fuzhi　(谢富治), ny

Alternerende medlemmer – efter stemmetal:
1. Ji Dengkui (纪登奎), ny
2. Li Xuefeng　(李雪峰), ny
3. Li Desheng　(李德生), ny
4. Wang Dongxing　(汪东兴), ny

## Medlemmer af det 8. politbureau (1956-1969)
1. Mao Zedong
2. Liu Shaoqi
3. Zhou Enlai
4. Zhu De
5. Chen Yun
6. Deng Xiaoping, ny
7. Lin Biao, ny
8. Lin Boqu (林伯渠)
9. Dong Biwu (董必武)
10. Peng Zhen (彭真)
11. Luo Ronghuan (罗荣桓), ny
12. Chen Yi (陈毅), ny
13. Li Fuchun (李富春), ny
14. Peng Dehuai (彭德怀)
15. Liu Bocheng (刘伯承), ny
16. He Long (贺龙), ny
17. Li Xiannian (李先念), ny

Alternerende medlemmer – efter stemmetal:
1. Ulanhu (乌兰夫), ny
2. Zhang Wentian (张闻天)
3. Lu Dingyi (陆定一), ny
4. Chen Boda (陈伯达), ny
5. Kang Sheng (康生)
6. Bo Yibo (薄一波), ny

## Medlemmer af det 7. politbureau (1945-1956)
1. Mao Zedong
2. Zhu De, ny
3. Liu Shaoqi, ny
4. Zhou Enlai
5. Ren Bishi, ny
6. Chen Yun, ny
7. Kang Sheng, ny
8. Gao Gang, ny
9. Peng Zhen, ny
10. Dong Biwu, ny
11. Lin Boqu, ny
12. Zhang Wentian, ny
13. Peng Dehuai, ny

## Medlemmer af det 6. politbureau (1928-)
1. Su Zhaozheng (苏兆征)
2. Xiang Ying (项英), ny
3. Zhou Enlai (周恩来)
4. Xiang Zhongfa, ny
5. Qu Qiubai (瞿秋白)
6. Cai Hesen (蔡和森) (død 1931)
7. Zhang Guotao (张国焘)

Alternerende medlemmer
Efter politisk rangering
1. Guan Xiangying (关向应), ny
2. Li Lisan (李立三)
3. Luo Dengxian (罗登贤), ny
4. Peng Pai (彭湃), ny
5. Yang Yin (杨殷), ny
6. Lu Futan (卢福坦), ny
7. Xu Xigen (徐锡根), ny

## Medlemmer af det 5. politbureau (1927-1928)
Efter politisk rangering
1. Chen Duxiu (陈独秀)
2. Cai Hesen (蔡和森)
3. Li Weihan (李维汉), ny
4. Qu Qiubai (瞿秋白)
5. Zhang Guotao (张国焘)
6. Tan Pingshan (谭平山)
7. Li Lisan (李立三), ny
8. Zhou Enlai (周恩来), ny

Alternerende medlemmer
1. Su Zhaozheng (苏兆征), ny
2. Zhang Tailei (张太雷), ny

## Medlemmer af det 4. politbureau (1925-1927)
1. Chen Duxiu, generalsekretær
2. Peng Shuzhi (彭述之), ny
3. Zhang Guotao
4. Cai Hesen
5. Qu Qiubai, ny

## Medlemmer af det 3. politbureau (1923-1924)
1. Chen Duxiu
2. Cai Hesen (蔡和森), ny
3. Mao Zedong, ny
4. Luo Zhanglong (罗章龙), ny
5. Tan Pingshan (谭平山), ny, senere ændret til Wang Hebo (王荷波)

## Medlemmer af det 1. politbureau (1921)
1. Chen Duxiu, sekretær
2. Zhang Guotao, organisationssekretær
3. Li Da (李达), propagandadirektør